# Disegno industriale

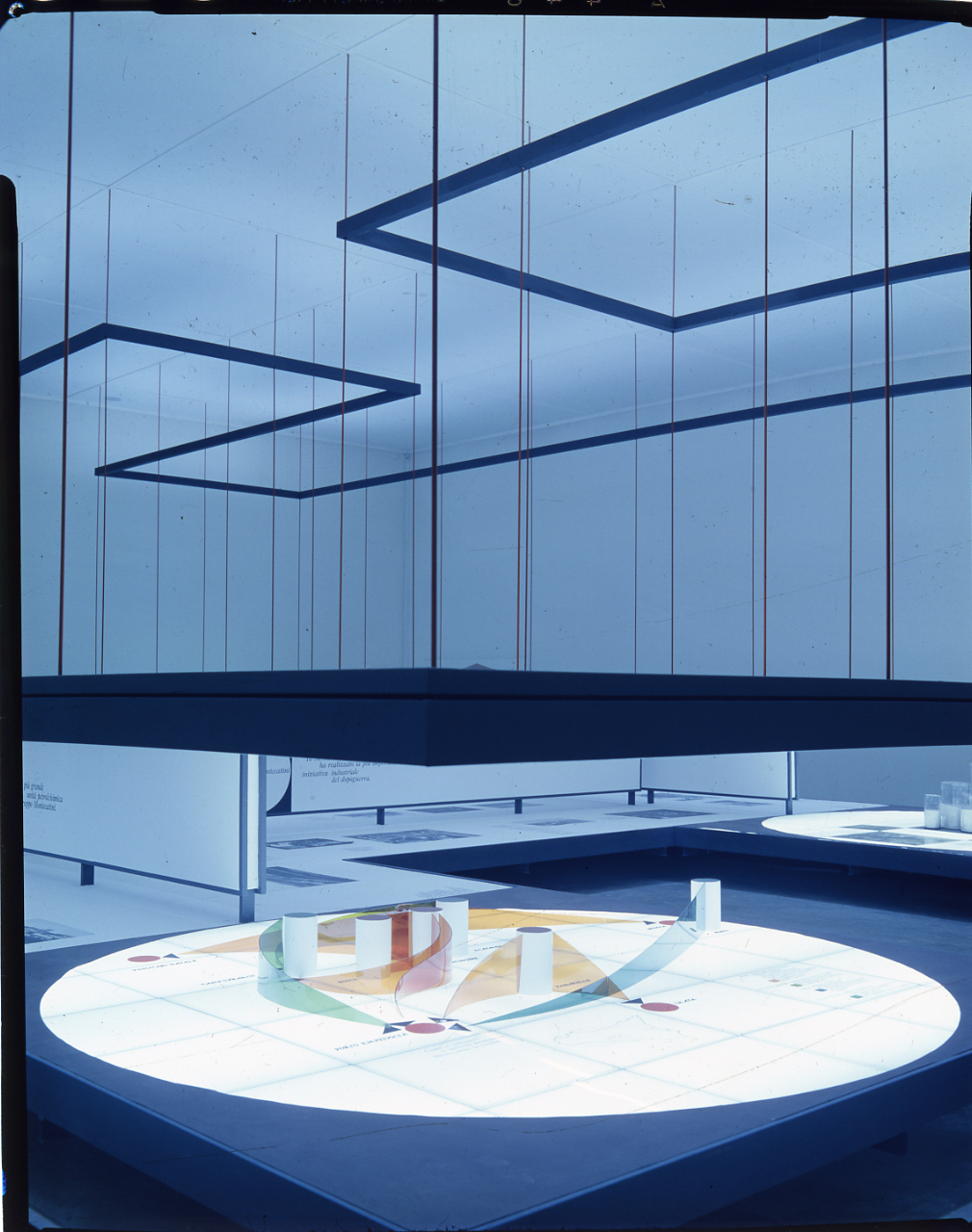
Allestimento di L. Gargantini per la Fiera di Bolzano, 1957. Foto di Paolo Monti

Il disegno industriale o design industriale (dall'inglese industrial design, pronuncia inglese [ɪnˈdʌs.tri.əl dɪˈzaɪn]) è l'uso di arti e scienze applicate al fine di migliorare funzionalità e/o usabilità, ergonomia, estetica, produzione e commerciabilità di un prodotto. Il ruolo del designer industriale è dunque quello di sviluppare e concretizzare soluzioni per problemi di forma, utilizzabilità, ergonomia fisica, commercializzazione, sviluppo della marca, e vendite.
La locuzione anglosassone industrial design, grazie alla distinzione terminologica, propria dell'inglese, tra design («progetto») e drawing («disegno») potrebbe essere dunque tradotta in italiano con progettazione; tuttavia l'espressione "disegno industriale" è la traduzione italiana comunemente accettata e ufficialmente adottata dall'Associazione per il Disegno Industriale (ADI), fondata nel 1956.
Il progettista, designer in inglese, non viene comunque detto "disegnatore" (anche per non confonderlo con la figura di chi si limita a ripassare su carta da lucido il disegno di pezzi meccanici) e si preferisce usare il termine inglese.
La definizione ufficiale di disegno industriale, coniata nel 2015 dalla World Design Organization (ex ICSID) in occasione della 29ª assemblea generale a Gwangju (Corea del Sud) può essere tradotta come segue: "Il disegno industriale è un processo strategico di risoluzione dei problemi che guida l'innovazione, crea il successo aziendale e porta a una migliore qualità della vita attraverso prodotti, sistemi, servizi ed esperienze innovative".

## Storia
La storia della progettazione industriale è lunga quasi quanto quella della produzione industriale stessa. Esistono diverse ipotesi sulla nascita della disciplina.
Secondo R. De Fusco la progettazione industriale va fatta risalire ai caratteri mobili per la stampa, nella produzione dei quali, i principi fondamentali del prodotto industriale, ossia la standardizzazione e la serialità, trovavano impiego.
La principale la fa risalire al movimento artistico Arts and Crafts, nato in reazione alla rivoluzione industriale nell'Inghilterra del XIX secolo, che determina lo sviluppo delle arti applicate. Il processo artistico-creativo non è fine a sé stesso, ma comincia ad essere adattato alla realizzazione di oggetti d'uso comune. Fondamentali sono le possibilità offerte dai nuovi sistemi di produzione e il progresso nell'uso dei materiali.
La realizzazione degli oggetti esce così dai ristretti ambiti artigianali ed entra nel più economico processo di produzione seriale. Questo consente di accrescere enormemente il numero di pezzi prodotti e le persone che possono averli. La produzione in serie è centrale nella storia del design, anche se non ne è l'unica caratteristica.
Altri autori collocano la nascita del design come professione agli inizi del Novecento, con l'attività dell'architetto tedesco Peter Behrens. L'azienda AEG lo incaricò di progettargli di tutto: dalle fabbriche, ai prodotti, alla comunicazione. Behrens definiva questa attività "riorganizzazione del visibile". La definizione “industrial design” arrivò più tardi, negli anni Quaranta, coniata casualmente: a quanto pare compariva nel documento di un ufficio brevetti americano.
La storia del design caratterizza tutto il XX secolo. Man mano le filosofie progettuali moderne si fondono con i principi della produzione in serie: di un oggetto si pensano contemporaneamente l'aspetto estetico, le funzioni d'uso e le caratteristiche costruttive, collegando questi aspetti in una logica tipicamente moderna e razionalistica. Il designer diventa il controllore creativo di tutto il processo, lavorando a favore di una fruizione il più possibile allargata e quindi democratica del prodotto. Fondamentale, in tal senso, il contributo fornito dalla scuola di arti applicate del Bauhaus, fucina di idee-guida e promotrice di una funzione etica del designer nella società. Nel secondo dopoguerra le tendenze razionalistiche della progettazione si evolvono, e l'incessante aumento della capacità produttiva dell'industria contribuisce a diffondere l'idea di una progettazione che favorisce la deriva consumistica attuale.
Si sono succedute ed esistono numerose scuole di design, che si differenziano per approccio, metodologia progettuale e collocazione geografica, tanto che si sente parlare spesso di design italiano, giapponese, tedesco ecc., ognuno con caratteristiche ben riconoscibili.

## Descrizione
Il design industriale ha un significato ampio e tecnico: comprende anche il rapporto tra il prodotto e il suo utilizzatore e l'intero studio del suo processo costruttivo, l'intero progetto di un prodotto, compreso il suo ciclo di vita. Il design di un prodotto è quindi il risultato dell'analisi di tutte le caratteristiche progettuali che definiscono il prodotto stesso. Il design di un oggetto, quindi, racchiude in sé un elevato insieme di studi come l'ergonomia, l'usabilità, la pre-produzione, l'impatto ambientale, la dismissione, i costi, la scelta dei materiali e delle loro proprietà, dei rivestimenti, le proprietà meccaniche e strutturali, ecc.

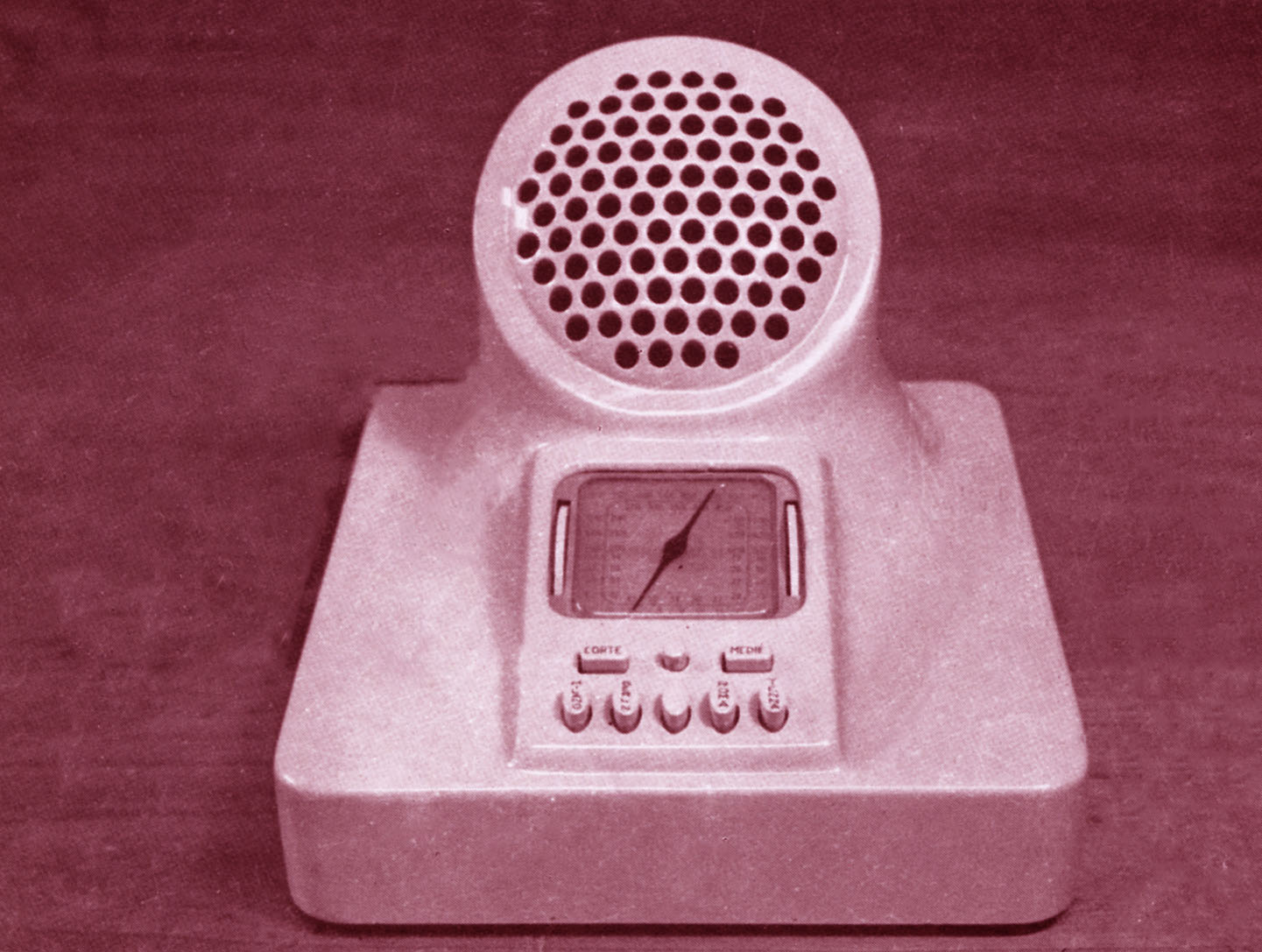
La Phonola 547 radio a valvole in bachelite prodotta in varie colorazioni, progettata dai fratelli Castiglioni 1939

Il lavoro del designer - la figura professionale di questo settore - va dalla fase di ideazione di un oggetto (concept) a quella finale di produzione, passando per tutti gli stadi intermedi: progettazione, sviluppo e ingegnerizzazione. La sua professionalità, si situa a monte del momento della produzione vera e propria, e si limita alla progettazione di un prototipo, che dovrà essere realizzato successivamente in un numero determinato di pezzi, assolutamente identici l'uno all'altro. La proposta finale risulta dalla valutazione dei diversi fattori della produzione, che implicano la collaborazione di esperti di diverse zone disciplinari contigue: si allude tanto ai fattori relativi all'uso, fruizione e consumo individuale o sociale del prodotto (fattori funzionali, simbolici o culturali), quanto a quelli relativi alla sua produzione (fattori tecnico-economici, tecnico-costruttivi, tecnico-sistemici, tecnico-produttivi e tecnico-distributivi). Possiedono inoltre conoscenze teoriche e tecniche sulla comunicazione visiva, multimedialità e interattività: competenze necessarie per progettare le interfacce di prodotti e servizi.
Le iniziali controversie teoriche sul ruolo del design (sia sul versante estetico sia su quello politico-ideologico) hanno trovato una risolutiva sintesi in una efficace definizione di Tomás Maldonado: «Il design è un'attività progettuale che consiste nel determinare le proprietà formali degli oggetti prodotti industrialmente, per proprietà formali dovendosi intendere non solo le caratteristiche esteriori, ma soprattutto le relazioni funzionali e strutturali che fanno di un oggetto un'unità coerente sia dal punto di vista del produttore sia dell'utente. Poiché, mentre la preoccupazione esclusiva per le caratteristiche esteriori di un oggetto spesso nasconde il desiderio di farlo apparire più attraente o anche di mascherarne le debolezze costitutive, le proprietà formali di un oggetto (...) sono sempre il risultato dell'integrazione di diversi fattori, siano essi di tipo funzionale, culturale, tecnologico o economico».

## Tutela del disegno industriale

### Diritto d'autore
La tutela ha tendenzialmente ad oggetto solo l'opera in quanto forma espressiva e non il contenuto.
Per il design industriale questo principio viene recuperato considerando che queste opere consistono nella progettazione della forma di prodotti industriali destinati a soddisfare i bisogni della vita pratica (autovetture, elettrodomestici, lampade ecc.) ma che si propongono anche di sintetizzare il piano estetico e quello pratico con l'apporto creativo del designer.
Quindi la tutela delle opere di design conferisce un diritto di esclusiva ai prodotti aventi determinate caratteristiche formali ma che rispondono anche a esigenze funzionali. Il decreto legislativo 95/2001 attuativo della direttiva europea 91/78/CE cita che: “le opere del disegno industriale che presentino di per sé carattere creativo e valore artistico”. Quindi subordina il requisito del valore artistico all'applicazione del diritto d'autore rispetto agli altri casi.

### Brevetti
Le invenzioni o i modelli formano, a differenza delle creazioni intellettuali, oggetti del diritto esclusivo solo se sia stato chiesto ed ottenuto un brevetto. La protezione è quindi subordinata ad una normale dichiarazione di volontà del titolare.
L'articolo 31 del decreto legislativo 30/2005 stabilisce che i due requisiti fondamentali che deve possedere un design affinché possa costituire oggetto di registrazione, sono la sua novità ed il suo carattere individuale.
Per novità si intende che nessun design identico o molto simile è stato mai divulgato o depositato o registrato alla data del deposito della domanda di registrazione del medesimo. Per carattere individuale si intende quando si ritiene che il disegno o modello possa causare ad un consumatore sufficientemente informato un'impressione complessiva diversa da quella prodotta da qualsiasi altro disegno o modello precedentemente portato a conoscenza del pubblico (art.33 C.P.I). Non possono costituire oggetto di registrazione come design quelle caratteristiche dell'aspetto che sono determinate unicamente dalla funzione tecnica del prodotto stesso.

### Brevetto o diritto d'autore?
Già a partire dalla direttiva europea n. 98/71 si è proposto il tema della cumulabilità delle protezioni, affermando all’art. 17 che i modelli e disegni registrati “sono ammessi a beneficiare della legge sul diritto d’autore Vigente” in ciascuno Stato: il quale “determina l’estensione della protezione e le condizioni alle quali è connessa, compreso il grado di originalità che il disegno o modello deve possedere”. In ambito nazionale è intervenuta al recente introduzione del D.lgs 30/2005 in Italia vigeva il divieto assoluto di tutelare uno stesso modello sia con brevetto per modello che con la protezione derivante dal Diritto d'autore.
Il citato Decreto Legislativo modificando l'art. 2 della Legge sul Diritto d'Autore, ha di fatto eliminato il divieto di accumulo, prevedendo che siano comprese tra le opere protette “... le opere del disegno industriale che presentino di per sé carattere creativo e valore artistico…”. Questa importante modifica è stata confermata nel nuovo codice D.lgs 10 febbraio 2005, n. 30 "Codice della proprietà industriale, a norma dell'articolo 15 della legge 12 dicembre 2002, n. 273" dove secondo l'articolo 40 “se un disegno o modello possiede i requisiti di registrabilità ed al tempo stesso accresce l'utilità dell'oggetto al quale si riferisce, possono essere chiesti contemporaneamente il brevetto per modello di utilità e la registrazione per disegno o modello…”.

### Durata della protezione
La tutela del Diritto d'Autore inizia anche per le opere di industrial design nel momento stesso della loro realizzazione e nasce senza alcuna procedura ufficiale di registrazione o concessione. In termini temporali, inoltre, la validità della tutela del Diritto d'Autore è di 70 anni a partire dalla data della morte dell'autore. La tutela brevettuale per il Design Disegni e modelli prevede una durata di cinque anni a decorrere dalla data di presentazione della domanda. Il titolare può ottenere la proroga della durata per uno o più periodi di cinque anni fino ad un massimo di venticinque anni.

### Soggetti del diritto
Il decreto legislativo 95/2001 ha inoltre introdotto nel testo della legge 633/1941 l'art. 12 ter, che disciplina il caso in cui un'opera di industrial design sia creata dal lavoratore dipendente nell'esercizio delle sue mansioni: in questa ipotesi i diritti di utilizzazione economica spettano ex lege al datore di lavoro, mentre il lavoratore resta titolare dei diritti morali e, in particolare, del diritto a essere indicato come l'autore di quella creazione.